# 崔信明
崔信明（?—?）。青州益都（今山东益都）人。
后魏七兵尚书崔光伯曾孙。有文采，博览群书。同乡高构能识人，常对人说：“崔信明才学富赡，虽名冠一时，但恨其位不达耳！”隋炀帝时，崔信明任尧城（今河南安阳）縣令。隋末，河北人窦建德起義，號夏王，想聘用他，信明不從，逾城逃亡，隐居太行山。唐貞觀六年（632年），任兴势（今陕西洋县）縣丞，再迁秦川縣令。不久卒。工於詩，有“枫落吴江冷”之句， 颇得扬州录事参军郑世翼的赏识，兩人曾在江中相見遇，崔信明出示作品百餘篇，世翼沒看完，說:“所見不如所聞”，將其作品沉如江中，引舟長揚而去。
子崔冬日，武则天时期为酷吏所害。

## 延伸阅读
[在维基数据编辑]
 《舊唐書·卷190上》，出自刘昫《舊唐書》